# Chyler Leigh
Pour les articles homonymes, voir Leigh.
Chyler Leigh-West Potts (prononcé « kai-ler lee »), née le 10 avril 1982 à Charlotte en Caroline du Nord, aux États-Unis, est une actrice, chanteuse et mannequin américaine.
Elle est principalement connue pour avoir incarné le rôle de Lexie Grey dans la série dramatique Grey's Anatomy (2007-2021), ainsi que pour le rôle de Caitlyn Sullivan dans la série franco-américaine policière Taxi Brooklyn (2014), et de 2015 à 2021, pour son rôle d'Alex Danvers dans la série fantastique Supergirl.

## Biographie

### Jeunesse
Chyler Leigh-West Potts naît le 10 avril 1982 à Charlotte, dans le Caroline du Nord, aux (États-Unis).

### Enfance et formation
Chyler a grandi à Virginia Beach en Virginie avec ses parents, Yvonne Norton et Robert Potts, gérants d'une entreprise qui aide les personnes en surpoids,. À 8 ans, la société de ses parents fait faillite et à 12 ans, à la suite de leur divorce, Chyler et son frère aîné, Christopher Khayman Lee, s'installent à Miami avec leur mère. Peu de temps après, leur mère se remarie avec son premier mari. Pendant plusieurs années, Chyler ne revoit pas son père, mais ils se sont réconciliés.
En classe de quatrième, elle se lance dans le mannequinat. Très vite, elle commence à tourner dans des publicités et joue dans une série pour jeunes ados, Hall Pass. En 1999, à l'âge de 16-17 ans, elle s'installe à Los Angeles avec sa mère et, à l'âge de 16 ans, elle obtient son diplôme de la California High School Proficiency Exam.

### Débuts d'actrice (années 1990)
À l'âge de 15 ans, Chyler joue dans le film Kickboxing Academy (1997) aux côtés de son frère. Par la suite, elle joue dans des publicités et poursuit sa carrière de mannequin.
Elle fait ses premiers pas à la télévision en 1999 dans la série Safe Harbour, qui ne dépasse pas une courte saison. La créatrice Brenda Hampton et le célèbre producteur, Aaron Spelling, lui confient néanmoins un rôle dans trois épisodes de sa première production, la populaire série familiale Sept à la maison.
L'année suivante, elle enchaîne avec le tournage de deux pilotes de séries qui ne verront jamais le jour, Saving Graces et Wilder Days.
En 2001, elle se fait remarquer à l'âge de 19 ans, dans la comédie potache Sex Academy ainsi que dans le clip de Marilyn Manson, Tainted Love. Elle a d'abord auditionné pour un rôle mineur mais les producteurs et le réalisateur ont été impressionnés par sa performance et l'ont donc incitée à se présenter pour le rôle principal. Cette comédie parodique est cependant un échec critique cuisant mais réussit à rencontrer un certain succès au box-office.

### Révélation télévisuelle (années 2000)

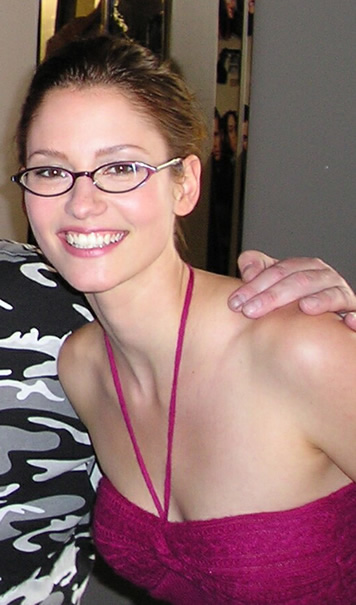
L'actrice photographiée, en 2006, à Los Angeles.

En 2002, elle décroche enfin un rôle régulier, celui de That '80s Show, série dérivée de la populaire sitcom That '70s Show. La série est cependant arrêtée au bout d'une saison de 13 épisodes, faute d'audiences.
Sa prestation marque cependant les esprits. Elle est ainsi l'une des trois têtes d'affiche de la nouvelle production de David Edward Kelley, le créateur d'Ally McBeal. Dans Girls Club, elle joue, aux côtés de Kathleen Robertson et Gretchen Mol, de jeunes et jolies avocates ambitieuses débutant dans un grand cabinet de San Francisco. La série judiciaire est néanmoins un énorme échec critique et commercial, et la chaîne FOX en cesse la diffusion au bout de deux épisodes seulement.
David Edward Kelley, séduit par l'actrice, la transfère aussitôt vers son autre série d'avocats, The Practice : Bobby Donnell et Associés, alors dans sa septième saison, mais en difficulté dans les audiences. Elle ne reviendra cependant pas l'année suivante, évincée avec la quasi-intégralité de la distribution, pour raisons budgétaires.
Elle se contente donc, durant la saison 2004-2005, d'une apparition dans l'éphémère série North Shore : Hôtel du Pacifique. La chaîne FOX, qui diffuse la série, lui refait néanmoins confiance la saison d'après pour un rôle principal dans la série dramatique Réunion : Destins brisés. La fiction ne dépasse pas une saison de 13 épisodes.
C'est la saison suivante qu'elle rencontre enfin le succès, en jouant dans le double épisode final de la troisième saison de la série médicale à succès, Grey's Anatomy. Elle y incarnera durant cinq saisons et 113 épisodes au total, la jeune Lexie Grey, la demi-sœur de l’héroïne, Meredith Grey. La série rencontre un succès fulgurant, critique et publique, il permet de révéler l'actrice qui accède à une notoriété publique plus importante.
En 2008, avec le reste de la distribution, elle est citée pour le Screen Actors Guild Award de la meilleure distribution pour une série télévisée dramatique. En 2009, elle attend son troisième enfant mais les scénaristes de la série choisissent de ne pas l'intégrer dans la trame narrative de son personnage. En 2011, elle décide de quitter la série.
Avant cela, elle est le premier rôle du téléfilm dramatique La 19e Épouse, une fiction s'inspirant du roman de David Ebershoff.

### DeTaxi BrooklynàSupergirl(années 2010)

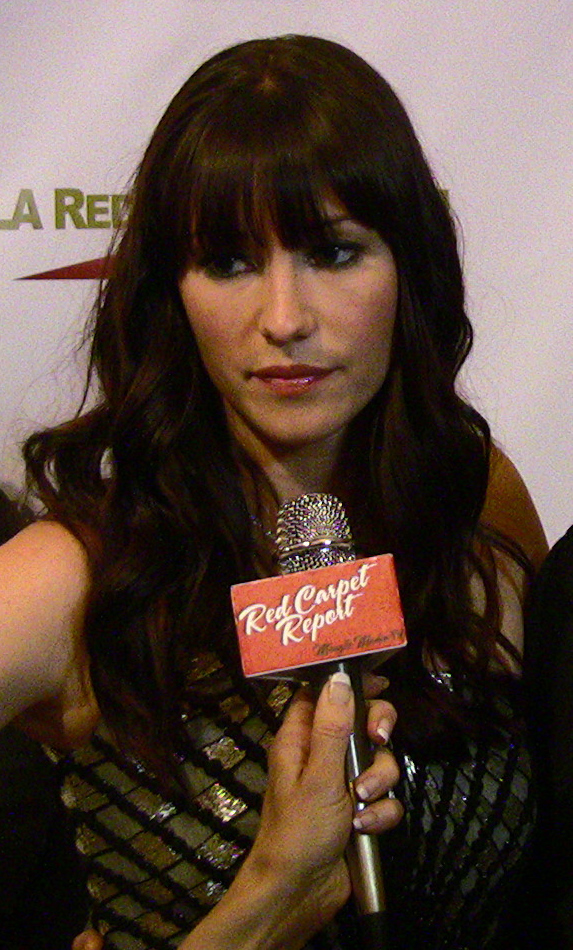
Durant une interview, en 2011.

Durant sa dernière saison (2011-2012), elle fait même une apparition dans la série dérivée, Private Practice. Le départ de l'actrice choque et surprend les téléspectateurs. En effet, Shonda Rhimes, la créatrice, avait un tout autre plan en tête quant à l'avenir de la petite sœur de l'héroïne principale mais cette décision émane de Chyler Leigh, elle-même, désireuse de se consacrer à l'éducation de ses enfants et d'aborder un nouveau tournant dans sa carrière en changeant de registre.
En 2012, l'année de son départ de la série, elle tient le premier rôle du thriller indépendant Kidnapping aux côtés de Stephen Dorff et JR Bourne. Le long-métrage, qu'elle produit également, est mal reçu par la critique et passe inaperçu commercialement.
L'hiver 2013, elle tient le rôle principal du téléfilm romantique de Noël, La plus belle vitrine de Noël. Elle enchaîne ensuite avec le tournage d'une nouvelle série, dont elle tiendra aussi le premier rôle : la coproduction franco-américaine Taxi Brooklyn est une série policière orientée vers l'action et la comédie, dans laquelle son personnage, celui du Détective Caitlyn Sullivan, fait équipe avec un chauffeur de taxi incarné par Jacky Ido. Cette transposition télévisuelle de la comédie d'action française Taxi, de Gérard Pirès, ne connait cependant qu'une saison, diffusée sur NBC aux États-Unis, et sur TF1 en France.
À la rentrée 2015, elle revient dans un rôle secondaire, celui de la sœur adoptive de l’héroïne de Supergirl, série fantastique de CBS menée par la jeune Melissa Benoist dans le rôle-titre, reprise ensuite par le réseau The CW Television Network. En 2017, elle participe au cross-over réunissant les séries du Arrowverse et fait sa première apparition dans les séries Arrow, Flash et Legends of Tomorrow.

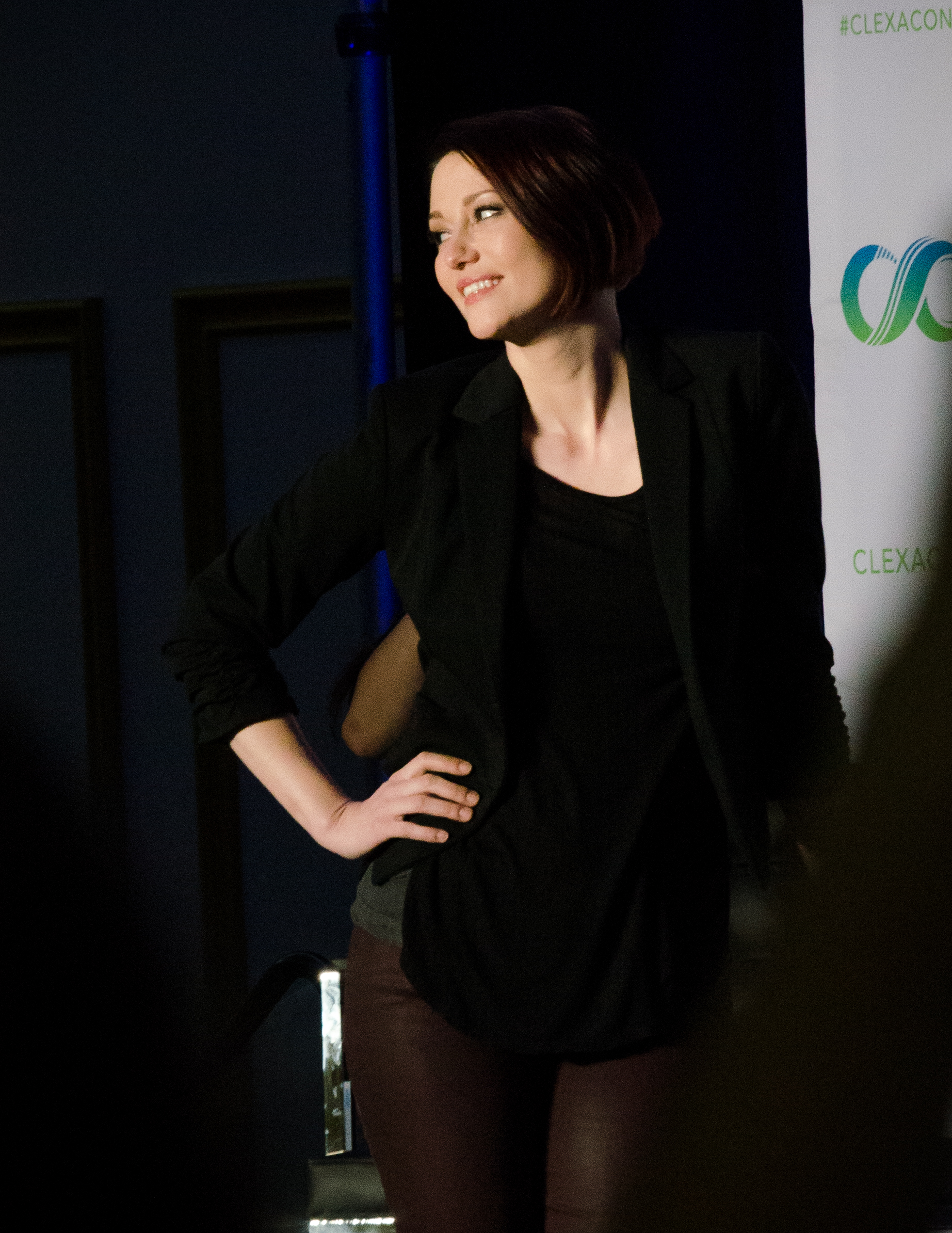
Lors de la ClexaCon 2018.

En 2017, elle participe en tant que chanteuse à la tournée du groupe de Nathan West, East of Eli,,, ainsi qu'au nouvel album de Laurent Voulzy, Belem (sur Spirit of Samba).
En 2021, Chyler Reigh refait une apparition dans l'épisode 10 de la saison 17 de la  série Grey's Anatomy dans la peau de Lexie Grey.

## Vie privée
En couple depuis 1998, Chyler et Nathan West se sont mariés le 20 juillet 2002. Ils ont trois enfants : un garçon, prénommé Noah Wilde West (né en décembre 2003) et deux filles, prénommées Taelyn Leigh West (née en septembre 2006) et Anniston Kae West (née le 7 mai 2009),.
À l’âge de 38 ans Chyler Leigh fait son coming out sur sa pansexualité.

### Abus de substances
À l'âge de 16 ans, Chyler rencontre son mari, Nathan West — alors âgé de 20 ans —, où ils se présentent afin d'auditionner pour une série, Saving Grace,. Peu après, ils commencent à se fréquenter et Chyler décide de quitter le domicile familial et d'emménager avec Nathan. Chyler a déclaré qu'ils venaient tous les deux de familles à problèmes et, qu'à cette époque, ils étaient « fauchés ». Dès lors, ils plongent dans la cocaïne et le cannabis ; ils en deviennent très vite dépendants.
Chyler décide d'arrêter de consommer toutes substances en 2001, à l'âge de 19 ans, lorsqu'un réalisateur lui a dit qu'elle était « trop maigre » et qu'elle a « une mine de malade ». Afin d'aller mieux, Chyler et Nathan vont à l'église, sur les conseils d'un ami. Chyler et Nathan sont sobres depuis 2002.

## Filmographie

### Cinéma

#### Longs métrages
- 1997 : Kickboxing Academy de Richard Gabai : Cindy
- 2001 : Sex Academy de Joel Gallen : Janey Briggs
- 2012 : Kidnapping (Brake) de Gabe Torres : Molly Reins (également co productrice)

### Télévision

#### Clips
- 2001 : Tainted Love de Marilyn Manson[23]

#### Séries télévisées
- 1996 : Hall Pass : Co-hôte (1 épisode)
- 1997 : Kinetic City Super Crew : rôle non communiqué (pilote non retenu)
- 1999 : Saving Graces : Grace Smith (pilote non retenu)
- 1999 : Safe Harbor : Jamie Martin (saison 1, 9 épisodes)
- 2000 : M.Y.O.B : rôle non communiqué (saison 1, épisode 1)
- 2000 : Sept à la maison : Frankie (saison 5, épisode 3,4,5)
- 2000 : Wilder Days : Rip (pilote non retenu)
- 2002 : Girls Club : Sarah Mickle (saison 1, 9 épisodes)
- 2002 : That '80s Show : June Tuesday (saison 1, 13 épisodes)
- 2003 : The Practice : Bobby Donnell et Associés : Claire Wyatt (saison 7, 10 épisodes)
- 2004 : North Shore : Hôtel du Pacifique : Kate Spangler (saison 1, épisode 5)
- 2005 : Rocky Point : Cassie Flynn (pilote non retenu)
- 2005 - 2006 : Réunion : Destins brisés (Reunion) : Carla Noll (13 épisodes)
- 2007 - 2021 : Grey's Anatomy : Dr Lexie Grey (saison 3 épisodes 24 et 25 - saisons 4 à 8, saison 17 épisodes 10, 114 épisodes)
- 2012 : Private Practice (saison 5, épisode 15)
- 2014 : Taxi Brooklyn : Détective Caitlyn « Cat » Sullivan (saison 1, 12 épisodes)
- 2015 - 2021 : Supergirl : Alexandra « Alex » Danvers (rôle principal)
- 2017 : Arrow : Alexandra « Alex » Danvers (1 épisode)
- 2017 - 2020 : Legends of Tomorrow : Alexandra « Alex » Danvers (2 épisodes)
- 2017 - 2021 : Flash : Alexandra « Alex » Danvers (4 épisodes)
- 2023 : The Way Home : Kat Landry

#### Téléfilms
- 2010 : La 19e épouse (The 19th Wife) de Rod Holcomb : Queenie
- 2013 : La Plus Belle Vitrine de Noël (Window Wonderland) de Michael M. Scott : Sloan Van Doren

## Voix françaises
En France
| - Véronique Desmadryl dans : - Grey's Anatomy (série télévisée) - La 19e Épouse - Private Practice (série télévisée) - La Plus Belle Vitrine de Noël (téléfilm) - Taxi Brooklyn (série télévisée) - Supergirl (série télévisée) - Arrow (série télévisée) - Legends of Tomorrow (série télévisée) - Flash (série télévisée) - Chloé Berthier dans : - Sept à la maison (série télévisée) - Sex Academy | et aussi - Julie Turin dans Réunion : Destins brisés (série télévisée) |

## Distinctions
Sauf indication contraire, les informations mentionnées dans cette section peuvent être confirmées par la base de données cinématographiques IMDb,  présente dans la section « Liens externes ».

### Récompenses
- Young Hollywood Awards 2002 : Révélation féminine

### Nominations
- Young Artist Awards 2000 : Meilleure jeune distribution pour une série télévisée dans Safe Harbor, nomination partagée avec Orlando Brown, Christopher Khayman Lee, Jeremy Lelliott et Jamie Williams
- Screen Actors Guild Awards 2008 : meilleure distribution pour une série télévisée dramatique dans Grey's Anatomy, nomination partagée avec Justin Chambers, Eric Dane, Patrick Dempsey, Katherine Heigl, T. R. Knight, Sandra Oh, James Pickens Jr., Ellen Pompeo, Sara Ramírez, Elizabeth Reaser, Brooke Smith, Kate Walsh, Isaiah Washington et Chandra Wilson